# Vol Eastern Air Lines 66
Le vol Eastern Air Lines 66 est un vol régulier de la Nouvelle-Orléans à New York qui s'est écrasé le 24 juin 1975 alors qu'il approchait de l'aéroport international John F. Kennedy de New York, tuant 113 des 124 personnes à bord. Il a été déterminé que l'accident a été causé par le cisaillement du vent causé par une microrafale. L'incapacité des contrôleurs aériens et de l'équipage à reconnaître le phénomène a également été un facteur contributif.

## Contexte

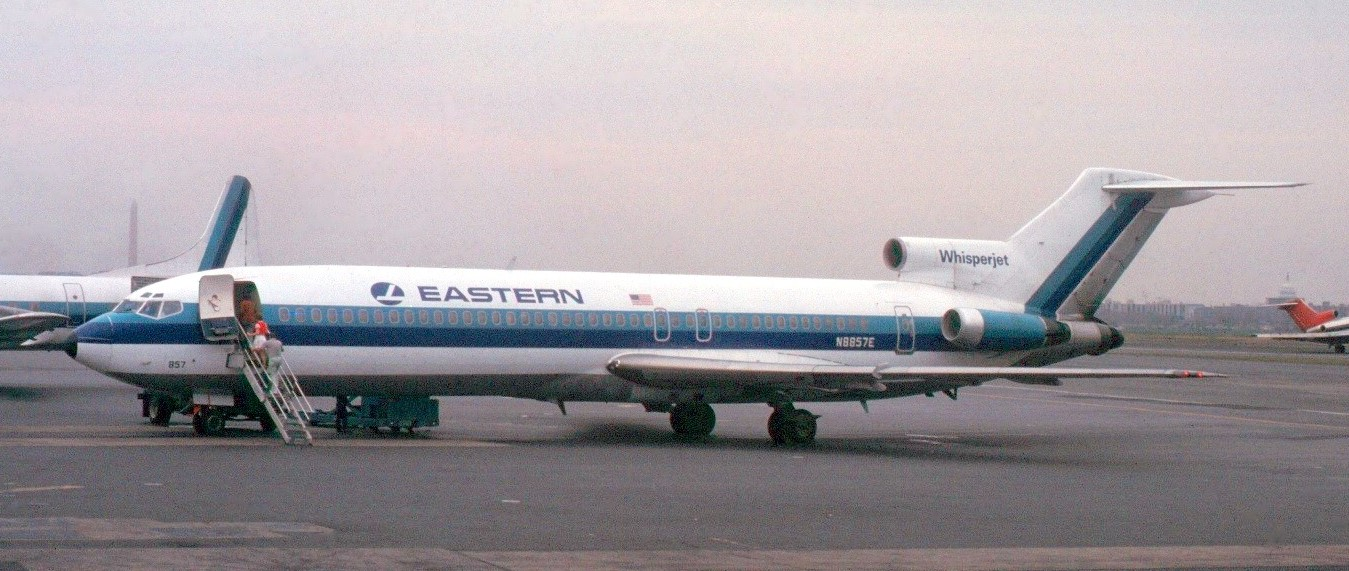
Un Boeing 727-225 d'Eastern Air Lines, semblable à celui qui s'est écrasé.

Le vol 66 d'Eastern Air Lines est un vol passager régulier entre la Nouvelle-Orléans et l'aéroport international John F. Kennedy de New York JFK). Le mardi 24 juin 1975, c'est un triréacteur Boeing 727 qui effectuait le trajet qui a décollé à 13 h 19 locales. Le vol s'est effectué sans aucune difficulté à signaler. 
L'équipage de la cabine était composé des éléments suivants :
- le commandant de bord était John W. Kleven, 54 ans, qui servait avec Eastern Air Lines depuis près de 25 ans et était commandant de bord 727 depuis le 10 juillet 1968. Il totalisait 17 381 heures de vol, dont 2 813 sur Boeing 727 :
- le copilote était William Eberhart, 34 ans, qui travaillait pour Eastern Air Lines depuis près de neuf ans. Il totalisait 5 063 heures de vol, dont 4 327 sur Boeing 727 ;
- l'ingénieur de vol était Gary M. Geurin, 31 ans, qui travaillait pour Eastern Air Lines depuis 1968 et totalisait 3 910 heures de vol, dont 3 123 sur le Boeing 727 ;
- le deuxième mécanicien de bord, Peter J. McCullough, 33 ans, travaillait pour Eastern Air Lines depuis quatre ans et totalisait 3 602 heures de vol militaire et 1 767 heures civil, dont 676 heures sur le Boeing 727.

## Accident et conditions météo
Un orage violent est survenu à JFK juste au moment où le vol 66 approchait de la région de New York,. À 15 h 35 locales, l'avion a reçu l'ordre de contacter le contrôleur d'approche pour obtenir des instructions et celui-ci l'a séquencé pour la piste 22L. À 15 h 52, le contrôleur a averti tous les aéronefs entrants que l'aéroport subissait « de très légères averses de pluie et de la brume » et une visibilité nulle, et que tous les aéronefs en approche devraient atterrir en utilisant les règles de vol aux instruments. 
À 15 h 53, le vol 66 a été commuté sur une autre fréquence pour l'approche finale de la piste 22L et les contrôleurs ont continué à donner à l'équipage des vecteurs radar pour éviter des orages qui approchaient. En raison de la détérioration des conditions météorologiques, l'un des membres d'équipage a vérifié la météo à l'aéroport LaGuardia de Flushing, Queens, soit l'aéroport de dégagement du vol.  À 15 h 59, le contrôleur a averti tous les aéronefs d'une « forte rotation du vent » en approche finale et a indiqué que plus d'informations seraient communiquées sous peu. Bien que les communications sur la fréquence aient continué à signaler une détérioration des conditions météorologiques, le vol 66 a poursuivi son approche de la piste 22L.  À 16 h 2, l'équipage a reçu l'ordre de contacter le contrôleur de la tour de JFK pour l'autorisation d'atterrir. 
À 16 h 5, en approche finale de la piste 22L, l'avion est entré dans un environnement de microrafale et de cisaillement du vent causé par un orage violent. L'avion a poursuivi sa descente jusqu'à ce qu'il commence à heurter les feux d'approche à environ 2 400 pieds (732 m) du seuil de piste. Après l'impact initial, l'avion s'est incliné vers la gauche et a continué à frapper les feux d'approche jusqu'à ce qu'il s'enflamme et se brise en morceaux le long de Rockaway Boulevard qui longe le périmètre nord-est de l'aéroport. Sur les 124 personnes à bord, 107 passagers et six membres d'équipage dont les quatre du cockpit, ont été tués. Les 11 autres personnes à bord, dont neuf passagers et deux agents de bord, ont été blessées mais ont survécu.
À l'époque, l'accident était le plus meurtrier de l'histoire des États-Unis et le restera jusqu'à l' accident du vol 182 de Pacific Southwest Airlines en 1978 . Les victimes comprenaient  Wendell Ladner, joueur de l'American Basketball Association, membre de l'équipe championne de 1974, les Nets de Brooklyn et Iveson B. Noland, évêque du diocèse épiscopal de Louisiane. 

## Enquête du NTSB
L'accident a fait l'objet d'une enquête du Conseil national de la sécurité des transports (NTSB). Au fur et à mesure que l'enquête progressait, il a été constaté que 10 minutes avant le crash du vol 66, un avion cargo de la compagnie Flying Tiger Line, un Douglas DC-8, atterrissant sur la piste 22L a signalé un énorme cisaillement du vent au sol. Le pilote a averti la tour des conditions, mais d'autres aéronefs ont continué d'atterrir. Après le DC-8, un Lockheed L-1011 TriStar d'Eastern Air Lines atterrissant sur la même piste a failli s'écraser et deux autres avions ont atterri avant le vol 66. Selon la conversation enregistrée par l'enregistreur vocal de vol, le commandant du vol 66 était au courant des rapports de cisaillement de vent sévère sur la trajectoire d'approche finale, confirmé par radio au contrôleur vectoriel final, mais a décidé de  néanmoins continuer.
Le NTSB a publié son rapport final le 12 mars 1976, déterminant la cause probable suivante de l'accident : « Le National Transportation Safety Board détermine que la cause probable de cet accident était la rencontre de l'avion avec des vents contraires associés à un très fort orage situé à cheval sur la trajectoire de l'alignement de piste ILS , ce qui a entraîné un taux de descente élevé dans les tours d'éclairage d'approche non frangibles. La reconnaissance et la correction tardives par l'équipage de conduite du taux de descente élevé étaient probablement associées au fait qu'il se fiait aux repères visuels plutôt qu'à la référence des instruments de vol. Cependant, les vents contraires auraient pu être trop violents pour une approche et un atterrissage réussis même s'ils s'étaient fiés aux indications des instruments de vol et y avaient répondu rapidement ». 
Le NTSB a également conclu que l'incapacité des contrôleurs aériens ou de l'équipage à interrompre l'atterrissage, compte tenu des conditions météorologiques extrêmes, a également contribué à l'accident : « L'utilisation continue de la piste 22L a contribué à l'accident alors qu'il aurait dû devenir évident pour le personnel du contrôle de la circulation aérienne et l'équipage de conduite qu'un danger de temps violent existait le long de la trajectoire d'approche ».

## Études de Fijita et actions en découlant

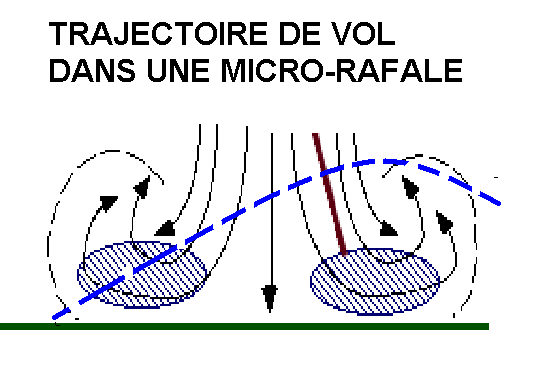
Trajectoire d'un avion en descente depuis la droite (ligne pointillée bleue) dans un cas de micro-rafale.

Au cours de l'enquête, le météorologue Ted Fujita a travaillé avec le NTSB et le département de la sécurité des vols d'Eastern Air Lines pour étudier les phénomènes météorologiques rencontrés par le vol 66. Fujita a identifié des colonnes de « courants descendants intenses », les rafales descendantes très concentrées ou micro-rafales, pendant les orages qui ont causé des difficultés considérables à l'atterrissage. Il a proposé de nouvelles méthodes de détection et d'identification de ces rafales, y compris l'installation d'équipements de surveillance météorologique supplémentaires aux extrémités d'approche des pistes actives ainsi que le développement de nouvelles procédures pour communiquer immédiatement la détection des rafales descendantes aux aéronefs en approche. 
La théorie de Fujita n'a pas été immédiatement acceptée par la communauté de la météorologie aéronautique. Cependant, les accidents du vol Pan Am 759 en 1982 et du vol Delta Air Lines 191 en 1985 ont incité la communauté aéronautique à réévaluer, et finalement à accepter ce concept, pour commencer sérieusement à rechercher des systèmes de détection et d'évitement des rafales descendantes. La découverte de ce phénomène météorologique qui crée un cisaillement vertical du vent et présente des dangers pour les aéronefs à l'atterrissage, a finalement déclenché des décennies de recherche sur leurs effets sur les aéronefs. 
L'enquête a conduit au développement du premier système d’alerte de cisaillement du vent à basse altitude (LLWAS) par la Federal Aviation Administration des États-Unis en 1976.
Celui-ci a été installé dans 110 aéroports dotés d'une tour de contrôle entre 1977 et 1987.